# ChatFlow
A ChatFlow egy Facebook csevegő-kliens melyet Matt Holwood és Atta Elayyan fejleszt. A  program elérhető ingyenesen (freeware) ChatFlow Basic néven lassabb gépekhez, viszont nem tartalmaz annyi funkciót, mint a legfrissebb fizetős (payware) ChatFlow 4 kiadás.

## Külső hivatkozások
Hivatalos Facebook oldal

Chatflow4 Archiválva 2011. február 8-i dátummal a Wayback Machine-ben

ChatflowBasic Archiválva 2011. január 26-i dátummal a Wayback Machine-ben